# 聖保羅主教座堂學校
聖保羅主教座堂學校（St.Paul's Cathedral School）是一所與聖保羅座堂相關聯的英國獨立學校，坐落於倫敦。

## 歷史
這個學校在1123年本來只為幾名在教堂的唱詩班男孩提供教育，該校在16世紀成為聖保羅學校。學校在1666年的倫敦大火時被毀於一炬，現在的學校建築修建於19世纪60年代。